# Чистополянский (Брянская область)
Чистополя́нский — посёлок в Брасовском районе Брянской области, входит в состав Локотского городского поселения.

## География
Посёлок находится к востоку от автодороги М3, примыкая с севера к посёлку городского типа Локоть, административного центра района.

### Часовой пояс
Посёлок Чистополянский, как и вся Брянская область, находится в часовой зоне МСК (московское время). Смещение применяемого времени относительно UTC составляет +3:00.

## История
В 1964 году указом Президиума Верховного Совета РСФСР посёлок Биндирка переименован в Чистополянский.

## Население
| Годы      | 1926 | 1979 | 1989 | 2002 |
| --------- | ---- | ---- | ---- | ---- |
| Население | 61   | 114  | 90   | 72   |

| 2010 | 2013 |
| ---- | ---- |
| 65   | ↘64  |